# Aporcelaimellus simplex
Aporcelaimellus simplex är en rundmaskart. Aporcelaimellus simplex ingår i släktet Aporcelaimellus, och familjen Aporcelaimidae. Arten är reproducerande i Sverige.